# Evghenii Baratînski

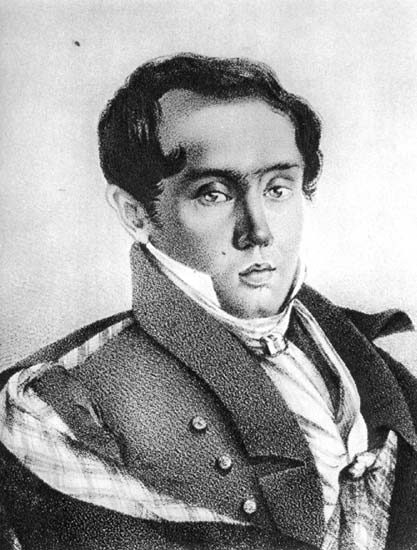
Evgeny A. Baratînskî în anii 1820s.

Evghenii Abramovici Baratînski (rusă: Евгений Абрамович Баратынский sau Бoратынский, n. 2 martie 1800 - d. 11 iulie 1844, Napoli, Regatul celor două Sicilii) a fost un poet romantic rus, prieten cu Pușkin.